# Теофило
Теофило (грч. Θεόφιλος; 813 — 20. јануар 842) је био византијски цар од 829. до 842. године. Био је други владар из Аморијске династије и уједно и последњи цар који је спроводио иконоборачку политику.

## Биографија
Рођен је 813. као син византијског војсковође Михаила Аморијца и његове прве супруге Текле. Кумовао му је цар Лав V Јерменин кога је Михаило свргао 820. године.
Теофило је 822. проглашен за очевог савладара, а престо је наследио 829. године након смрти Михаила II. За разлику од оца, Теофило је био веома образован тако да је са теолошког становишта тежио да нападне култ икона. Желео је да се представи као владар идеалан у праведности и суровим мерама је гонио иконофиле, али и друге прекршиоце закона. Поштовање икона је забранио царском наредбом из 832. године.
Освајање Сицилије, које су Арапи из северне Африке започели у време Михаила II, за време владе његовог наследника је настављено са успехом падом Палерма 831. године. Убрзо је на Сицилији основан посебан калифат који је све до почетка 11. века представљао опасност по хришћанске државе централног Средоземља. Сам Теофило био је током читаве владавине преокупиран ратовима са абасидским Арапима. Ова борба вођена је са променљивом срећом, али су Арапи 838. успели да заузму Анкиру (данашња Анкара) а затим и Аморијон, град у Фригији одакле је византијска династија била пореклом. Аморијон је управо због тога сравњен са земљом, око 30.000 његових становника је побијено, а остатак је одведен у робље.
Теофило се никада није опоравио од понижења нанетог падом Аморијона. Умро је 20. јануара 842. године, а на самрти је, по каснијој традицији, одобрио обнову култа икона. Његова супруга Теодора је, као регент малолетног Михаила III, организовала синод на коме је обновљено поштовање икона.

## Женидба
Године 829. Михаило II из Аморија, цар Византије, умре, оставивши престо своме сину Теофилу. Нови владар није био ожењен; зато је у почетку царица удова Еуфрозина у дворским церемонијама играла улогу коју је етикета одређивала Августи. Али Еуфрозина је мрзела свет. Кћи оног несрећног Константина VI, тако свирепо ослепљеног на заповест своје мајке Ирене, и његове прве жене Марије, она се, после катастрофе која је оборила њену породицу, повукла у један манастир на Принчевским Острвима, и живела тамо мирна и скривена, кад, не без јавне саблазни, ватрена страст василеуса Михаила извуче из манастира лепу калуђерицу да је посади на престо Цезара. Али, по смрти свога мужа, Еуфрозина је имала само једну жељу, да се што пре врати у какво свето склониште, и сва њена брига била је управљена на то да без оклевања ожени младога цара, свога пасторка.
Да би за василеуса нашли жену, послаше, по традиционалном обичају византијског двора, гласнике по свима покрајинама, с налогом да пронађу и доведу у Цариград најлепше девојке из монархије, и изабране искупише у великој Бисерној Дворани, да Теофило међу њима одреди будућу царицу. На првом избору, владар је одвојио шест, најдивнијих, и, не могавши се одлучити између тих лепих супарница, он одложи за сутрадан последњи избор. Тога дана, он се појави међ младим девојкама држећи у руци, као Парис међу трима богињама, златну јабуку, залогу љубави, коју је требало да понуди оној која му буде освојила срце, и тако опремљенв отпоче смотру. Прво застаде пред једном врло лепом девојком, високога рода, која се звала Касија, и без сумње мало узбуђен, и не знајући како да почне разговор, изговори јој, у виду мудре изреке, овај не одвише учтив комплименат:
Од жене нам долази свако зло.
Касија је имала доста духа, и одговори не без забуне:
Да, али од жене нам долази и свако добро.
Тај јој је одговор нарушио срећу. Теофило се врло уплаши од ове лепе девојке тако брзе на одговору и тако феминистички расположене, окрете јој леђа, и однесе своје одликовање и своју јабуку другој једној кандидаткињи, исто тако врло лепој, која се звала Теодора.
Да би се утешила што је промашила престо, Касија је, по правом византијском обичају, основала један манастир у који се повукла; а како је била жена од духа, она се у својој самоћи забављала састављајући побожне спевове и световне епиграме који су дошли до нас и доста су занимљиви. За то време њена срећна супарница била је крунисана; са великим церемонијама у цркви Светог Стевана у палати Дафне, и, по обичају, цела је њена породица добила удела у њеној великој срећи. Њена мати Теоктиста добила је врло завидно достојанство »патрицијке с појасом«, њене три сестре, позвате надвор» удадоше се за великодостојнике; њена браћа Петронас и Вардас, брзо су напредовали на путу почасти. Они су уосталом показали мало захвалности оној; чије их је неочекивано уздизање и сестринска љубав толико приближила самим степенима престола.
Нова царица била је азијаткиња, рођена у Пафлагонији, од чиновничке породице. Родитељи су јој били побожни људи, приврженици поштовања икона, против којих је, под следбеницима благочестиве Ирене, царска влада опет била почела борбу, и чак изгледа да су доказали доста ватрену ревност у своме веровању. Васпитана у таквој средини, природно да је Теодора била побожна, и јако поштовала свете иконе; зато се с почетка осетила мало сметена у том дворском свету у који ју је удаја тако нагло пренела.

## Борба око икона
Од једно двадесет година, заиста, борба око икона била се опет разбуктала, још оштрија и још жешћа него у VIII веку, нарочито сад кад се на чисто верску препирку накалемило једно политичко питање, и кад се у сукобу хватала у коштац Држава која тражи право да се меша у црквене послове и Црква, која захтева и брани своје слободе. Михаило II гонио је своје противнике без поштеде и без устручавања; Теофило, паметан, својевољан, енергичан владар, ишао је за примерима и политиком свога оца. И тако је Теодора узалуд покушавала да употреби свој утицај у корист својих пријатеља и да својим молбама умири претерано строга гоњења. Теофило није нимало био владар погодне нарави; кад би набрао обрве, кад би почео говорити строгим гласом, његова жена, престрављена, не би се усудила да наваљује, и сама би била принуђена да пажљиво прикрива своја осећања и своје тајне симпатије. Требало је да брижљиво крије под своје одело свете иконе које је упорно продужила да носи уза се, морала је да употреби сву своју опрезност да би гоњене иконе сакрила од погледа, у сандуцима својих одаја, и понекад се излагала извесној опасности вршећи своје тајне и смотрене обреде.
Једнога дана царева дворска будала, један кепец који је забављао цео двор својим пакосним досеткама, изненади је пред иконама. Врло радознао од природе, он затражи да види ствари које су толико привлачиле царичину пажњу. Теодора му рече:
То су моје лутке, лепе су, и ја их врло волим.
Трчећи, кепец оде и исприча цару причу о лепим луткама, које је василиса 'чувала под својим јастуком. Теофило одмах разумеде о чему је реч, и бесан што види да се његове заповести не слушају у самоме двору, одјури у гинекеј, и оштро нападе царицу. Али Теодора је била жена, и умела да се извуче из незгоде и рече свом мужу:
Није то оно што ви мислите. Ја сам се сасвим просто огледала у огледалу са мојим пратиљама, а ваш је кепец од ликова који су се одбијали у огледалу мислио да су иконе, и отишао да вас тако глупо обавести.
Теофило се умири, или се претварао да се дао убедити; али Теодора се умела наплатити брбљивцу. После неколико дана, за неку незнатну погрешку, она даде да се кепец жестоко ишиба, а затим му препоручи да убудуће никад не говори о луткама из гинекеја. А кад би се цар, после пића, враћао каткад на тај догађај и испитивао будалу, овај је, са изразитом мимиком, метао једну руку на уста, другу на део своје личности који је добио шибе, и врло брзо му је одговарао:
Не, не, господару да не говоримо више о луткама.
Исто тако, у свима вишим круговима престонице, постојала је општа завера у корист икона. У манастиру где је завршавала живот, стара царица Еуфрозина исповедала је иста осећања као и Теодора, и кад би јој послали у посету царске ћерчице, она није престајала да им говори о поштовању икона. Теофило, који је нешто сумњао, трудио се да испита децу кад би се вратила, али није успевао да извуче никаква одређена обавештења. Ипак, једанпут, најмлађа се принцеза издала, и, пошто је испричала своме оцу како их у манастиру обасипају лепим поклонима, како им дају за ужину дивно воће, она му поче објашњавати како њена баба има и један сандук пун лепих лутака, и како их је често прислањала на чело њој и њеним сестрама, и давала им да их побожно љубе. Теофило се опет наљути, и забрани да се деца убудуће шаљу старој царици. Али, и у царевој најближој околини, много је политичара мислило као две царице; министри, лични саветници, остали су тајно али дубоко привржени обожавању икона, и ствар је дотле дошла да су гатари, које је цар радо питао за савет, отворено прорицали скору пропаст његовога дела. И сам је то толико осећао да је, на самртној постељи, захтевао од своје жене и од логотета Теоктистоса, свога првог министра, свечану заклетву да после њега неће ништа мењати у политици коју је он водио и да неће дирати патријарха Јована, који је био главни саветник те политике. Ретко су последње мере опрезности биле тако узалудне.

## Спољашња политика
Арабљани за време Теофилове владавине још више узимају маха и 831. узимају Палермо; 839. Тарент.
Млетачка флота, којој пада у дужност да брани те делове Царевине, заузета је готово сва борбама с Арапима. Царска флота се појављује ретко и са малим бројем бродовља. То, и арапски залети, дају маха словенским гусарима око Неретве, да и они развију своје бродарске способности; наравно, само у свом интересу. Оживела је стара илирска традиција пиратерије, ради које је некад изазван рат с Римљанима. Они су 834/5. год. опљачкали и побили млетачке трговце који су се враћали из Беневента. Ово изазва против њих велико огорчење у Млецима. Да прекрате то нападање предузели су Млечани 839. велику експедицију против словенских гусара. О борбама њиховим те године нема помена, али се зна, да је дошло до измирења и са Хрватима и са једним делом Неретљана. Само тај мир није дуго трајао; не зна се, да ли стога, што су га наши људи склопили можда за то, да би избегли опасности; или, вероватније, стога, што није био склопљен са свима, него само са једним племеном или братством њиховим. Млетачки напад поновљен је 840. год. против неретљанског вође Људислава, и завршио је њиховим неуспехом. После два пораза млетачке флоте, које су им одмах иза тога нанели Арабљани, Млечани се нису могли упуштати у нове борбе с далматинским Словенима. Сада су Арабљани постали већа опасност.
Њима је сада био слободан пут у Јадранско Море. И доиста, без 841, арапске лађе нападају јадранске градове и допиру до једног утока реке Пада; а мања њихова оделеља нападају Будву, Розу и доњи Котор, а 842. године освајају чак и Бари.
За све ово време, Бугари су се били потпуно учврстили и јачали су све више. Њихове границе на западу, видели смо, ишле су врло далеко; а на југу су допирале до Родопа, захваљујући византијској неспособности да их сузбије. Једино према западу и југозападу њихова граница није ближе одређена. Доста рано Бугари су почели да показују тежње према Солуну и Егејском Мору, а у ово време већ и према Јадранском. Искоришћавајући борбе Византије с Арапима, они настоје да се пробију у оба правца. 837. год. забележен је, без ближих појединости, један бугарски поход према Солуну. С њим је можда у вези један устанак Словена у Пелопонезу, који избија у то доба. После су Бугари почели акцију и према западу и покорили су македонска словенска племена готово до солунског и брачког приморја, узевши Охрид и сву област на реци Деволу.
Срби су за ово време у Рашкој, у својим кланцима, на будући ником на ударцу, живели доста повучено, у својој старој племенској организацији. Признавана је по имену врховна власт Византији, која се у том затуреном и од престонице готово одвојеном крају једва осећала. Земљом су управљали домаћи владари велики жупани, по праву наслеђа. Кад је међу жупанима избио један, који се натурио за "великог", не да се утврдити; али његова власт није још увек била толика, да је искључивала утицај и сарадњу других жупана. Земља је била дељена међу браћу владареву; најстарији, као владар, имао је извесну домаћинску власт у задрузи. Неки од тих владара познати су, али само по имену: Вишеслав, па његов син Радослав, па син овога Просигој. Тек са Вишеславовим праунуком Властимиром долази више вести. Ствара се прва српска држава.

## Царска палата
Под владом Теофиловом царска палата, од пре толико векова седиште византијских василеуса, засијала је новим сјајем. Цар је волео лепе зграде: старим одељењима Константина и Јустинијана, био је додао читав један низ величанствених грађевина, украшених са најгосподскијом и најређом раскоши. Волео је параде и велелепност: да би подигао сјај дворских примања, поручио је код својих уметника чуда од златарства и од механике, Пентапиргион, чувени златни орман, у коме су били изложени крунини адиђари, златне оргуље које су свирале у дане свечаних примања, златан платан, подигнуг поред царског престола, и по коме су вештачке птице певале и летеле, златне лавове који су лежали код ногу владаревих и у извесним тренуцима усправљали се, ударали репом и рикали, златне грифоне тајанствена изгледа који су изгледали, као у палатама азијатских царева, да бдију над сигурношћу царевом. Сем тога, обновио је целу царску гардеробу, лепе хаљине, блиставе од злата, које су василеуси носили при дворским церемонијама, раскошно одело проткано златом и посуто драгим камењем, којим се китила Августа. Волео је најпосле и књижевност, науке и уметност. Он је обасуо доброчинствима великог математичара Лава Солунског, и у својој палати Магнаур отворио је школу где је научник својим ученицима давао ону наставу која је била слава Византије; он се чак показивао, он сурови иконокласт, пун трпељивости: спрам Методија исповедника, од дана кад је видео да је он способан да реши извесне научне тешкоће које су га занимале. Очаран ремек-делима арапске архитектуре, бринући се много да замени побожне украсе од прогнаних икона примерцима слободнијег и световнијег стила, он је византијску уметност свога времена упутио новим путевима, и захваљујући његовим напорима и његовом паметном покровитељству, у тој дивној Светој Палати, пуној префињене велелепности и ретке раскоши, у том несравњеном декору од павиљона, тераса, башта широко отворених на светле видике Мраморнога Мора, дворски живот је добио нов и изванредан сјај. Све се то срушило када је цар умро.